# Serious Sam: The Random Encounter
『Serious Sam: The Random Encounter』（シリアス・サム：ザ・ランダムエンカウンター）はMicrosoft Windows向けに発売されたターン制アクションRPG。オランダのインディー開発スタジオVlambeerが開発し、Devolver Digitalが2011年10月24日に発売した。

## プロット
『First Encounter』中に過去で敵のメンタル(Mental)の捜索に失敗したシリアスサムの主人公サム・「シリアス」・ストーン(Sam "Serious" Stone)は未来で捜索を続けることを決めた。メンタルを見つけるためにストーンは傭兵の仲間とチームを組み敵の大群を倒しパズルを解いた。小さな敵と戦いつつ、プレイヤーはボス敵とも戦うことになるがゲームを進めていくたびに対峙するボスはより大きくなっていき、最終ボスは画面に映らないほど巨大になる。

## ゲームプレイ
『Serious Sam: The Random Encounter』はアクションロールプレイングゲーム(アクションRPG)と日本のロールプレイングゲーム(JRPG)を組み合わせたものである 。オープンワールドシークエンスの間は、プレイヤーは自由に歩き回ることができるが、最終的にはランダムな敵のモブの波と遭遇する。これらのモブの波は全種類の敵の莫大な数で構成されておりプレイヤーはそれらを銃で撃ち倒す任務が与えられる。銃の戦闘はゲームのJRPGパートであり、プレイヤーは武器を切り替え、選んだ武器で選択した方向、半径または場所へ撃ったり、過去に集めたアイテムの一つを使ったりできる 。ゲームプレイ中にチームは1人から3人まで増加し、彼ら全員がそれぞれターンを持っているため、迫りくる敵を倒す能力が増加する 。加えてアクションRPGの要素が戦闘ターンに追加されており、敵が近づいている間にプレイヤーは以前のターンの準備で設定した射界を外へと移動させるためにキャラクターをグループとして上下に動かすことができる。

## 開発
『Serious Sam: The Random Encounter』はVlambeerが「JRPGのような」タイトルになることを予定していたゲーム用に制作した初期スケッチから発展した。本作は『シリアス・サム3: BFE』への期待を高めるためのシリアス・サムのインディーシリーズの一部として制作された。しかしながらVlambeerは『シリアス・サム3: BFE』の発売前にゲームを開発する時間がなかったので彼らは主にホテルの部屋、オランダへと戻る飛行機の中、自宅で主にゲームの制作を行っており、ラミ・イスマイル(Rami Ismail)は「時差ボケが酷い」と語った。より長く静かな開発段階の後、本作は2011年10月24日にMicrosoft Windows向けに発売された。

## 評価
Serious Sam: The Random Encounterは賛否両論の評価を受けた。レビュー集計サイトのMetacriticでは11の批評家のレビューに基づくスコアは平均以上の100点中64点であり、 GameRankingsでは14の批評家のレビューに基づいたスコアは64.43%である。